# Henryk Biegalski
Henryk Biegalski (ur. 3 września 1943 w Grudziądzu) – funkcjonariusz Służby Więziennej, pułkownik SW, od lutego do marca 2006 dyrektor generalny tej formacji.

## Życiorys
W 1969 ukończył studia na Wydziale Prawa Uniwersytetu Mikołaja Kopernika w Toruniu, uzyskując tytuł zawodowy magistra prawa. Odbył następnie aplikację sędziowską w Sądzie Wojewódzkim w Gdańsku.
Po studiach rozpoczął pracę w areszcie śledczym w Gdańsku jako starszy referent. Od 1970 do 1972 był zastępcą kierownika, od 1972 do 1974 – kierownikiem kadr, zaś w latach 1974–1977 – zastępcą naczelnika. Od 1977 do 1978 pracował w Wojewódzkim Areszcie Śledczym w Gdańsku na stanowisku zastępcy naczelnika, natomiast w 1978 był pełniącym obowiązki naczelnika.
W latach 80. był naczelnikiem gdańskiego aresztu śledczego oraz, pod koniec PRL, zastępcą dyrektora Okręgowego Zarządu Zakładów Karnych w Gdańsku. Po 1989 pełnił obowiązki dyrektora OZZK w Szczecinie. W 1991 został dyrektorem Okręgowym Służby Więziennej w Gdańsku.
26 lutego 2006 otrzymał nominację na stanowisko dyrektora generalnego Służby Więziennej. Na początku marca tego samego roku dziennikarze „Gazety Wyborczej” ujawnili, że w czasie stanu wojennego, kiedy Biegalski był naczelnikiem gdańskiego aresztu, w podległej mu jednostce doszło do pacyfikacji osadzonych. W lipcu 1982, dzięki podsłuchom i więziennej agenturze, Służba Bezpieczeństwa otrzymała informacje o planowanym przez więźniów politycznych strajku głodowym. W celu uspokojenia sytuacji Biegalski skierował do nich ok. 300 funkcjonariuszy, którzy wyciągali osadzonych z cel z żądaniem spożycia posiłku. Jeśli ci odmówili, byli bici. Wszczęte w tej sprawie przez Prokuraturę Marynarki Wojennej w Gdyni śledztwo zostało umorzone w 1983 ze względu na rozbieżności w zeznaniach funkcjonariuszy. Postępowanie kontynuowała jednak Naczelna Prokuratura Wojskowa – ostatecznie podejrzanych objęto amnestią. W 1986 sąd okręgowy w Gdańsku przyznał jednemu z poszkodowanych odszkodowanie. Jednocześnie stwierdził, że dokumentacja lekarska pobitych była fałszowana. W następstwie publikacji minister sprawiedliwości Zbigniew Ziobro wystąpił do premiera o odwołanie Biegalskiego z zajmowanego stanowiska, co nastąpiło w tym samym miesiącu.
Od 1969 do końca lat 80. był członkiem Polskiej Zjednoczonej Partii Robotniczej. Od marca 1982 należał do istniejącej w pierwszych miesiącach stanu wojennego Komisji Bezpieczeństwa Ładu Publicznego Komitetu Wojewódzkiego PZPR w Gdańsku.
Odznaczony m.in. Krzyżem Kawalerskim Orderu Odrodzenia Polski i Złotym Krzyżem Zasługi.